# یواس‌اس بوش (دی‌دی-۱۶۶)
یواس‌اس بوش (دی‌دی-۱۶۶) (به انگلیسی: USS Bush (DD-166)) یک کشتی بود که طول آن ۹۵٫۸۳ متر (۳۱۴٫۴ فوت) بود. این کشتی در سال ۱۹۱۸ ساخته شد.